# Diomedes de Tracia

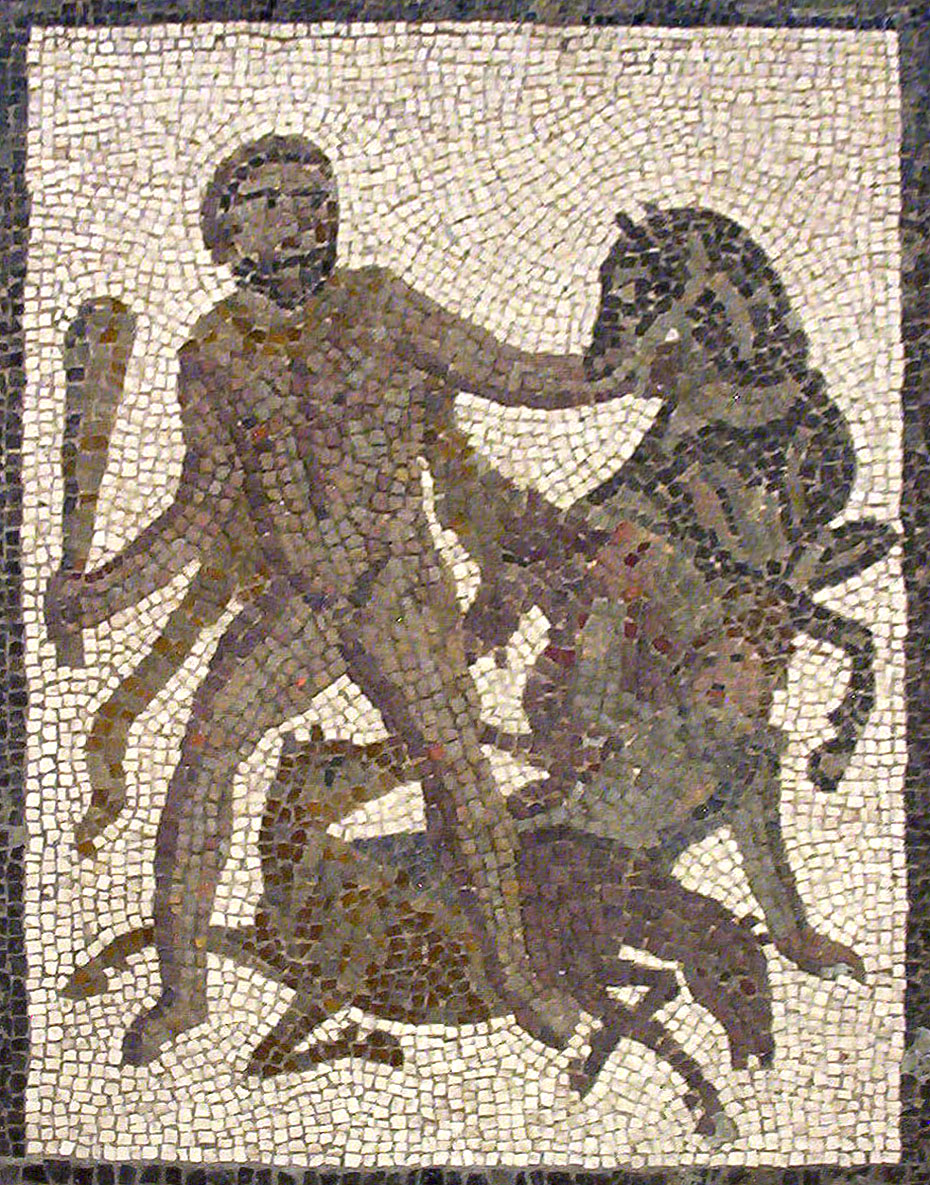
Heracles y las yeguas de Diomedes, detalles del mosaico de los doce trabajos de Heracles de Liria (España), primera mitad del.

En la mitología griega, Diomedes (en griego antiguo, Διομήδης / Diomếdês), rey de Tracia, era un gigante, hijo de Ares y Cirene. Vivió a orillas del mar Negro y gobernó a la tribu guerrera de los bistones. Fue conocido por sus cuatro yeguas comedoras de hombres, que fueron robadas por Heracles para completar el octavo de sus doce trabajos. Heracles mató a Diomedes en el proceso.